# Свята Марія (Требішов)
Свята Марія (словац. Svätá Mária) — село в окрузі Требішов Кошицького краю Словаччини. Площа села 12,94 км². Станом на 31 грудня 2016 року в селі проживало 567 жителів.

## Географія
Поруч прокладений Західний Лелеський канал. Протікає Північний радський канал.

## Історія
Перші згадки про село датуються 1261 роком.

## Населення
| Рік:            | 1994. | 2004.   | 2014.   | 2024.    |
| --------------- | ----- | ------- | ------- | -------- |
| Кількість осіб: | 585   | 618     | 572     | 502      |
| Різниця:        |       | +5,64 % | -7,44 % | -12,23 % |

| Рік:            | 2023. | 2024.   |
| --------------- | ----- | ------- |
| Кількість осіб: | 509   | 502     |
| Різниця:        |       | -1,37 % |